# André Philip

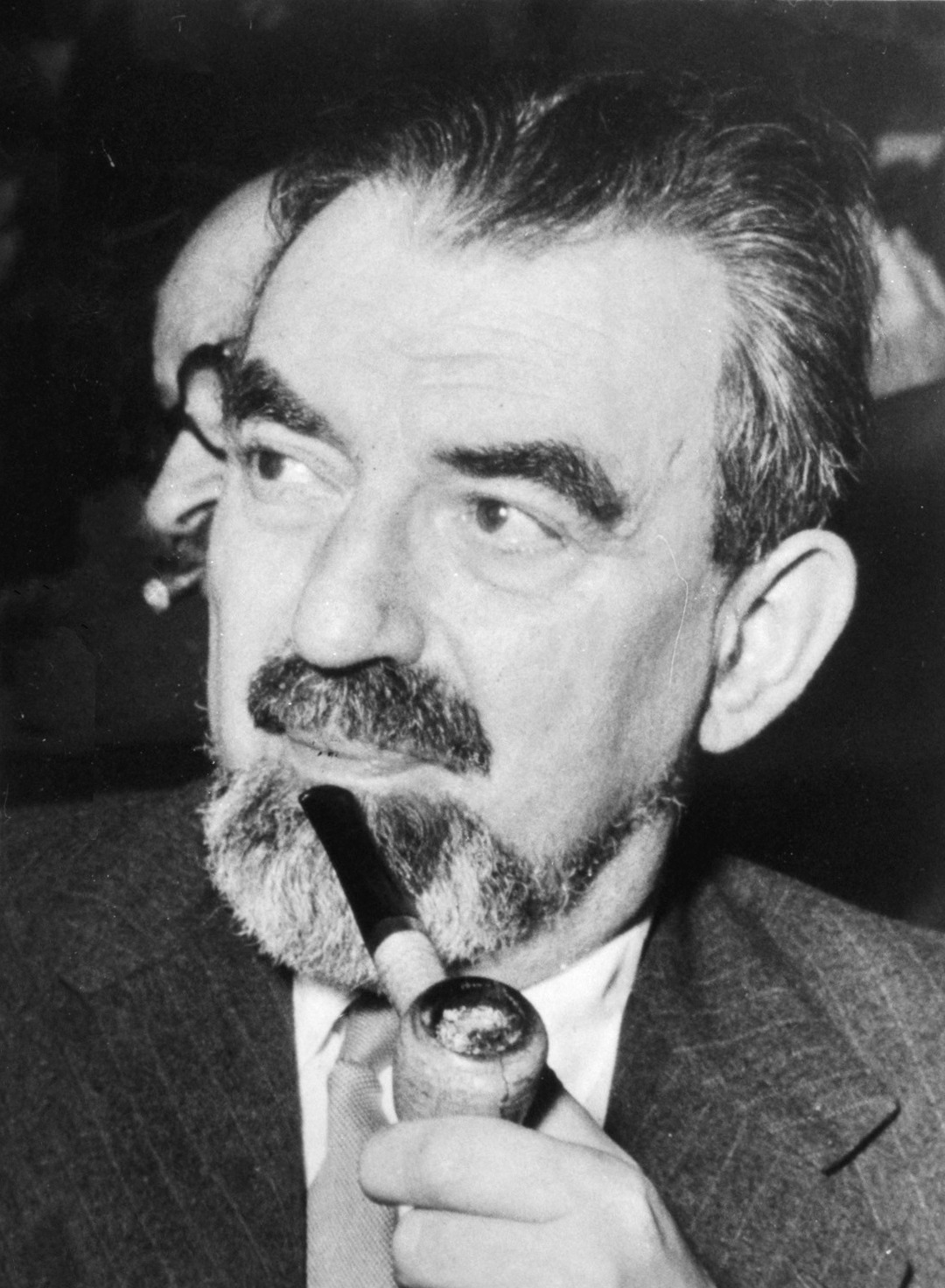
André Philip, 1965

André Philip (* 28. Juni 1902 in Pont-Saint-Esprit, Département Gard; † 5. Juli 1970 in Paris) war ein französischer sozialistischer Politiker.

## Leben
André Philip stammte aus einer protestantischen Familie. Früh begann er sich für die Sache der Arbeiter zu interessieren. Nach Abschluss seines Studiums und Promotion arbeitete er an der rechtswissenschaftlichen Fakultät der Universität Lyon.
Gedanklich stand er Henri de Man nahe. Zu seinen politischen Projekten gehörte die 40-Stunden-Woche. Er setzte auch sich für die Regulierung der Arbeitszeit im Bergbau ein.
Philip war als Vertreter des Departements Rhône ab 1936 Mitglied der französischen Abgeordnetenkammer und damit am 10. Juli 1940 Teil der Nationalversammlung, die über die erweiterten Vollmachten für Marschall Philippe Pétain zu befinden hatte. Philip gehörte zu den „quatre-vingts“, die gegen diese Ermächtigung stimmten.
Zum Ende des Zweiten Weltkriegs gehörte Philip zwei Mal der Provisorischen Regierung der Französischen Republik an, nämlich unter Charles de Gaulle und Léon Blum. In der Frage des Algerienkriegs stand er in Opposition zu Guy Mollet. Wegen seiner Standpunkte wurde er aus der Leitung der SFIO ausgeschlossen.
Er entwarf als Vertrauter von Charles de Gaulle 1943 für die französische Exilregierung einen Plan, der unter Mithilfe von Jean Monnet und René Mayer ausgearbeitet wurde. Dieser Plan war für ein Konzept der westeuropäischen Integration gedacht. Dazu sollte u. a. eine Gemeinschaft der Schwerindustrie gehören. Zu diesem weitsichtigen Plan gehörte vor allem Deutschland, das eine besondere Rolle spielen sollte. Dies war die Basis für die Montanunion, d. h. der Europäischen Gemeinschaft für Kohle und Stahl (EGKS) gemäß dem Schuman-Plan vom 9. Mai 1950, deren Vertrag am 18. April 1951 unterzeichnet wurde und am 25. Juli 1952 in Kraft trat.

## Schriften
- Le socialisme trahi, 1957